# Mentalidad de cangrejo

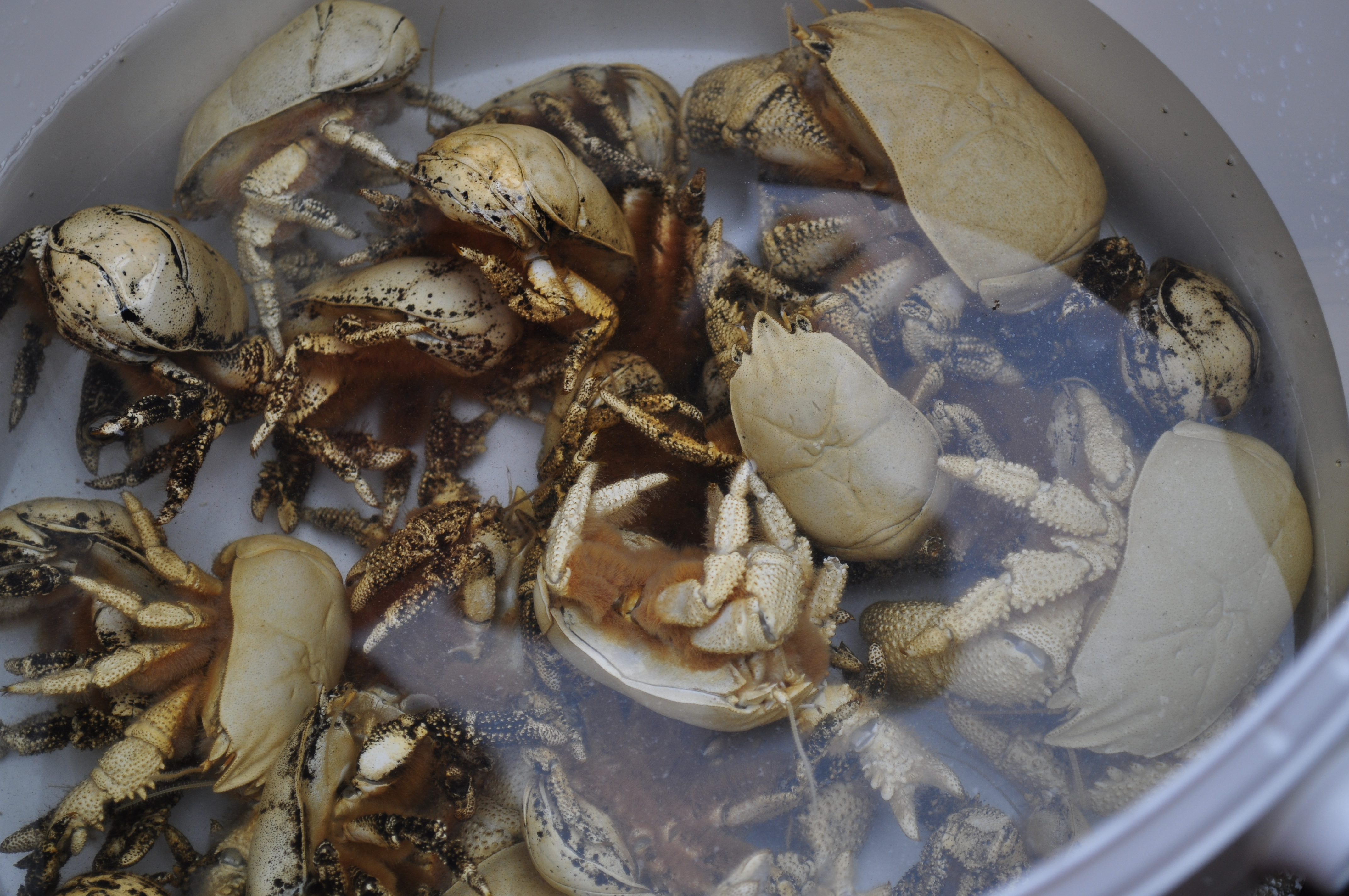
Una cubeta con cangrejos.

La mentalidad de cangrejo, a veces conocida como cangrejos en la cubeta (también barril, canasta u olla) o cangrejismo, es una forma de pensar mejor descrita por la frase, "si no puedo tenerlo, tú tampoco". La metáfora se refiere a una cubeta con cangrejos  donde individualmente estos animales pueden escapar con facilidad de la cubeta, pero en su lugar, se describe como los cangrejos se sabotean agarrándose entre ellos en una competencia inútil para que ninguno pueda escapar, asegurando la destrucción del colectivo.
La analogía en el comportamiento humano se afirma que los miembros de un grupo intentarán negar o disminuir la importancia de cualquier miembro que logra éxito más allá de los demás, por envidia, despecho, conspiración o sentimientos competitivos, para detener su progreso.

## Impacto en el rendimiento
El impacto de la mentalidad del cangrejo en el rendimiento fue cuantificado por un estudio de Nueva Zelanda en 2015 que demostró una mejora de hasta el 18 por ciento en el resultado del examen para estudiantes cuando sus calificaciones se informaron de una manera que impidió que otros supieran su posición en los rankings publicados.